# Millettia decipiens
Millettia decipiens är en ärtväxtart som beskrevs av David Prain. Millettia decipiens ingår i släktet Millettia och familjen ärtväxter. IUCN kategoriserar arten globalt som sårbar. Inga underarter finns listade i Catalogue of Life.